# Grande Revolta da Ilíria
Grande Revolta da Ilíria, conhecida na época como Bellum Batonianum, também chamada de Revolta Panônia-Dálmata e Revolta de Bato ou Revolta Batoniana, foi uma série de conflitos militares entre uma aliança de tribos ilírias e o Império Romano. A revolta começou entre os desitiatas da Bósnia central, liderados por Bato, mas que rapidamente se alastrou entre os breucos e povos vizinhos. A guerra, que durou de 6 a 9 d.C., levou a uma enorme concentração de forças romanas na área — pelo menos numa ocasião todas as legiões e suas tropas auxiliares ocuparam um único acampamento — e exércitos inteiros operando por toda a região dos Bálcãs, em diversas frentes. Em 3 de agosto de 8, os breucos do vale do rio Sava se renderam, mas foi necessário mais um bloqueio invernal e uma temporada de lutas para que os desitiatas os seguissem em 9. Ou seja, foram necessários três anos de duros combates para que os romanos conseguissem sufocar a revolta, que foi descrita pelo historiador romano Suetônio como a mais difícil das guerras enfrentadas por Roma desde as Guerras Púnicas duzentos anos antes.
Todas as tribos ilírias foram subjugadas ao Império Romano. Na época de Nero (54–68), a antiga cidade de Afrodísias, na Ásia Menor, celebrou as vitórias dos imperadores com um monumento que incorporava relevos retratando diversos triunfos imperiais sobre povos individuais. Entre eles estavam diversas tribos ilírias, incluindo os iápodes, dardânios, panônios, andizetes e pirustas.

## Origens do conflito
O século II a.C. testemunhou a conquista de várias partes da Ilíria pelos romanos, como a Ístria, em 177 a.C., e o Reino Ardiano em 168 a.C. Em seguida, foram incorporados os Bálcãs ocidental, com batalhas contra os dálmatas em 156 e 78 a.C. e contra os iápodes em 129 a.C.
O assassinato de Júlio César encorajou os ilírios a tentarem reconquistar sua liberdade. Eles se recusaram a pagar impostos e destruíram cinco coortes do exército, comandadas por Públio Vatínio, assassinando ainda o senador Bébio. O Senado Romano encarregou Marco Júnio Bruto, um dos assassinos de César, de liderar um exército na Ilíria e na Macedônia. No inverno de 42 a.C., ele marchou da Grécia e, atravessando estradas cobertas de neve (provavelmente a Via Egnácia) para tentar aparecer de surpresa, apareceu em Dirráquio com suas forças esgotadas e doentes por causa do frio. Depois do percalço inicial, Bruto tomou Apolônia e Búlis e forçou o inimigo a recuar. Em 35 a.C., Otaviano foi obrigado a voltar, desta vez para a Dalmácia. À frente de dez legiões, ele marchou para o norte e subjugou os iápodes, liburnianos e panônios. A guerra mais difícil foi contra os dálmatas, na qual o jovem futuro imperador foi ferido duas vezes seguindo Suetônio, a primeira no joelho por causa de uma pedrada e, depois, quando uma ponte caiu durante o cerco à cidade iapodiana de Metulo.
Neste mesmo cerco, Otaviano testemunhou a coragem dos ilírios. Depois de conquistar a parte alta da cidade, Otaviano pediu aos habitantes que entregassem suas armas e, para convencê-los, prendeu as mulheres e crianças no edifício do conselho da cidade com guardas postados à volta com ordem de atear fogo ao edifício se qualquer problema irrompesse. Os guerreiros se atiraram desesperadamente sobre os romanos tentando chegar às famílias presas, mas, como lutavam morro acima, foram completamente aniquilados. Os guardas em seguida cumpriram a ordem e atearam fogo ao edifício, matando todos dentro. A cidade foi também incendiada e, apesar de seu tamanho, não restou nada dela atualmente.

## Guerra

### Aliança Ilíria
A revolta de 6 d.C. foi uma das poucas ocasiões nas quais os diferentes povos ilírios se aliaram contra um inimigo comum. Entre as muitas tribos que contribuíram para a aliança estavam os desitiatas, brécios, dálmatas, andizetes, panônios, pirustas, liburnianos e iápodes. Os desitiatas lutavam sob o comando de Bato, o Desitiata e os breucos, sob seu rei Pines e Bauto, o Breuco, seu principal general.

### Revolta
A revolta começou espontaneamente e se alastrou rapidamente. Em 6, diversos regimentos dos desitiatas de uma região que hoje é o centro da Bósnia e Herzegovina, liderados por Bato, foram concentrados num local para serem preparados para a incorporação ao exército do filho adotivo de Augusto e seu comandante mais sênior, Tibério, que seguia para uma guerra contra as tribos germânicas. Porém, os desitiatas se amotinaram e derrotaram a força romana enviada para contê-los. A eles logo se juntaram os breucos, liderados por Pines e Bato, que habitavam a região entre os rios Sava e Drava, na moderna Croácia. Juntos, os rebeldes combateram uma segunda força romana, vinda da Mésia e comandada pelo seu governador, Cecina Severo. Apesar da derrota, as baixas foram muitas na chamada Batalha de Sírmio. Bato, o Desitiata, tentou conquistar Salona, mas não conseguiu e foi forçado a desistir de seguir para o sul, seu plano original, e marchou para Apolônia, na Albânia central. A coalizão rebelde recebeu apoio de várias outras tribos ilírias neste ponto, o que representava uma grande ameaça para a província romana de Ilírico, expandida nos anos anteriores para incluir o território dos panônios, que foram subjugados entre 12 e 9 a.C. Como Ilírico ficava bem de frente para o flanco oriental da Itália, corria-se o risco de ficar exposto o coração do território romano. Pânico se abateu sobre Roma e rumores indicavam que uma força de 800 000 rebeldes ilírios, com 200 000 deles guerreiros e 9 000, cavaleiros, se levantava.

### Reforços romanos
Augusto ordenou que Tibério deixasse as operações na Germânia e movesse seu exército para Ilírico. Tibério enviou Messalino, o governador da Dalmácia e Panônia, à frente com tropas. Com o pânico aumentando em Roma, Augusto colocou uma segunda força sob o comando do sobrinho de Tibério, Germânico, formada principalmente com a compra compulsória e emancipação de milhares de escravos. Foi a primeira vez que isso aconteceu desde a Batalha de Canas duzentos anos antes. Em certo momento, no inverno de 6-7, dez legiões estavam mobilizadas e um número equivalentes de tropas auxiliares, o que equivalia a 70 coortes, 10 alas e mais de 10 000 veteranos. Além disso, estava na região também um grande número de trácios enviados pelo rei Rometalces I, um aliado de Roma, o que elevou o número total de tropas a 100 000 (o Reino Odrísio seria depois incorporado por Cláudio).

### Auge da campanha

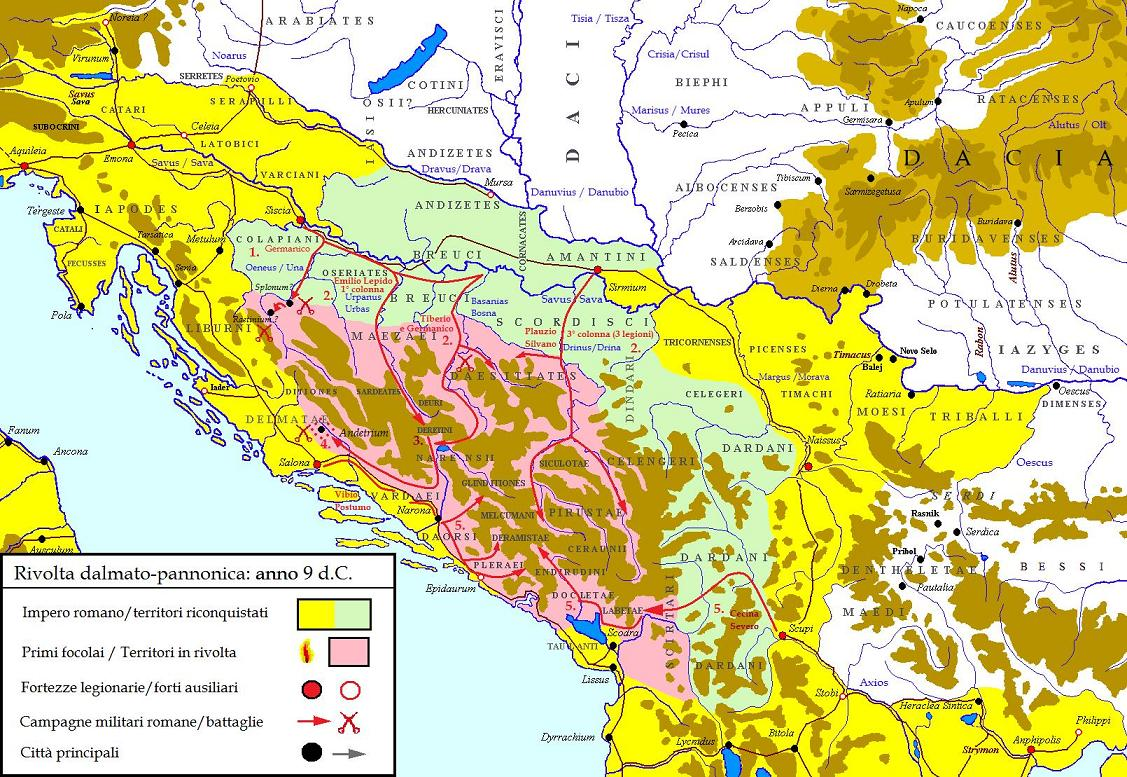
Posição final e movimentos romanos na Ilíria

Uma das batalhas decisivas da guerra ocorreu no rio Batino (em latim: Bathinus). Conflitos no acampamento breucos irromperam entre as tropas de Bato, o Breuco, e Pines quando este queria continuar a luta e o primeiro duvidava das capacidades do exército ilírio, muito inferior ao romano. Em 3 de agosto de 8, Bato encorajou suas tropas a se renderem, enviou o rei preso aos romanos e acabou declarado por eles o líder dos breucos. Ao saber da rendição dos breucos, Bato, o Desitiata, viajou para a Panônia e prendeu Bato, o Breuco, que foi depois sentenciado à morte por um conselho rebelde. Incapaz de recuperar o apoio dos breucos, Bato foi forçado a retornar à Dalmácia para continuar a guerra. Germânico foi enviado contra ele com um grande e bem treinado exército, mas ele teve que enfrentar muitos revezes e uma difícil guerra de guerrilha nas montanhas da Bósnia. Houve combates ainda no sul da Panônia, perto de Monte Almo (moderna Fruška Gora, nas imediações de Sírmio). Bato conseguiu capturar Esplono, Serécio e Recínio. Estas derrotas de Germânico obrigaram Tibério a ir ao seu encontro com seu próprio exército, o que colocou os romanos novamente na ofensiva. Depois da queda de várias cidades ilírias, os romanos conseguiram cercar Bato e suas forças em Andétrio. Depois de pesadas baixas de ambos os lados, Tibério finalmente conseguiu capturar a cidade.
A resistência final coube à cidade de Arduba, onde muitos se sacrificaram para não serem capturados. Prestes a ser completamente derrotado, Bato se rendeu em 9, pedindo apenas que a vida de seus guerreiros remanescentes fosse poupada. Quando perguntado por que haviam se revoltado, Bato, segundo Dião Cássio, respondeu: "Vocês, romanos, são os únicos culpados, pois enviaram lobos para cuidarem de seus rebanhos e não pastores". Bato foi exilado e terminou seus dias em Ravena.

### Consequências
Os romanos, dividiram as tribos ilírias em grupos diferentes dos que elas originalmente ocupavam. As cividades administrativas dos osseríatas, colapianos e varcianos foram provavelmente criadas a partir das tribos breucas. As demais tribos rebeldes foram provavelmente vendidas na forma de escravos ou deportadas para locais distantes de suas terras natais, como os ázalos.
Logo depois da revolta, a província de Ilírico foi dividida em duas novas províncias, a Panônia, ao norte, e a Dalmácia, no sul.
A revolta teve consequências duradouras sobre os soldados romanos. Infelizes com o prêmio que receberam — geralmente terras pantanosas ou montanhosas na Panônia — e com os frequentes problemas de pagamento, um motim irrompeu em 14, logo depois da morte de Augusto, exigindo melhores recompensas. Tibério, que era o novo imperador, enviou seu filho, Druso, para pacificar a região.